# Банда Невдах
«Банда Невдах» («I mitici — Colpo gobbo a Milano») — італійська кримінальна кінокомедія 1994 року, знятий режисером Карло Ванціною.

## Сюжет
Фабіо та Енцо звільнені з роботи. Тепер вони думають як прогодуватись. Фабіо дізнається від брата, який сидить у в'язниці про те, що в Мілані живе мільярдер, якого можна легко пограбувати. Друзі вирішують, що їм це під силу і їдуть на північ країни. Проте, організувати крадіжку виявляється не так просто, оскільки в їхню компанію вливається спочатку прекрасна Дебора, а потім інші люди. Адже герої не дуже обізнані в крадіжці, їм потрібні фахівці. Команда зростає, і стає некерованою.

## У ролях
- Клаудіо Амендола — Фабіо
- Моніка Беллуччі — Дебора
- Рікі Мемфіс — Енцо
- Тоні Сперандео — Тоніно
- Уго Конті — Ігор
- Мірелла Фалько — Сіньйора Мотта
- Тоні Уччі — Сеньйор Пепе
- Роберто Делла Каса — роль другого плану
- Джанна Паола Скаффіді — роль другого плану
- П'єр Марія Чеккіні — Хуліо
- Уго Болонья — Калабро
- П'єтро Гісланді — роль другого плану
- Умберто Смайла — роль другого плану
- Паоло Ломбарді — роль другого плану
- Лука Фаджолі — роль другого плану
- Франческо Багальї — роль другого плану
- Паоло Бароні — роль другого плану
- Санті Белліна — роль другого плану
- Роберто Мареллі — роль другого плану

## Знімальна група
- Режисер — Карло Ванціна
- Продюсер — Массімо Мартіно
- Сценаристи — Леонардо Бенвенуті, П'єро Де Бернарді, Карло Ванціна, Енріко Ванціна
- Оператор — Луїджі Квейллер
- Композитор — Умберто Смайла
- Художник — Тоніно Зера